# Paola Cavalieri

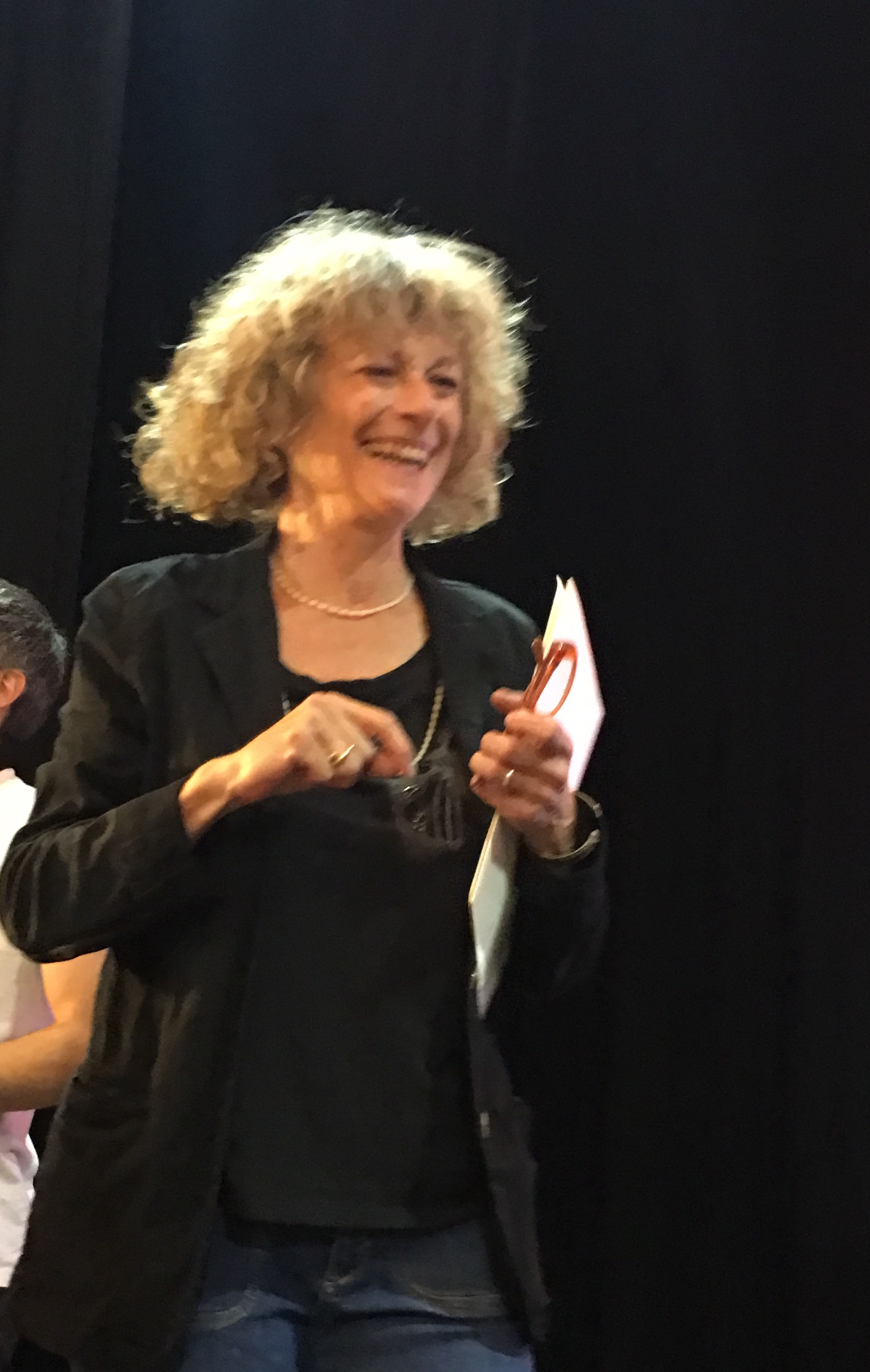
Paola Cavalieri in 2017

Paola Cavalieri is een Italiaans ethica en freelance schrijfster die zich voornamelijk bezighoudt met dierenrechten. Behalve met boeken daarover, publiceerde ze ook in de periodieke filosofieuitgave Etica & Animali (1988-1998).

## Mensapen
Cavalieri staat vooral bekend om haar bijdrage in de strijd voor de rechten van mensapen, waarvoor ze actief betrokken is in het Great Ape Project. Volgens haar beredenering is het toekennen van de meest basale mensenrechten aan mensapen een logisch gevolg van de mensenrechtendoctrine. Volgens die leer mag er geen onderscheid gemaakt worden naar ras of sekse. Dus mag er geen onderscheid gemaakt worden op basis van biologische eigenschappen. Cavalieri betoogt dat het lidmaatschap van een diersoort een onmiskenbaar biologische karakteristiek is.

## Betrekking
Cavalieri werkt op het Centre for Human Bioethics op de Monash University in Melbourne.